# Chen Qingchen
Chen Qingchen (陈清晨S, Chén QīngchénP; Xingning, 23 giugno 1997) è una giocatrice di badminton cinese, vincitrice di due medaglie olimpiche nel doppio femminile con l'oro a Parigi 2024 e l'argento a Tokyo 2020, sempre in coppia con Jia Yifan.
Chen ha raggiunto la prima posizione del ranking sia nel doppio femminile, il 2 novembre 2017, che in quello misto, il 22 dicembre 2016.
In carriera vanta anche quattro titoli iridati, tre ori alla Uber Cup, competizione riservata alle squadre femminili, tre alla Sudirman Cup, riservata alle squadre miste, due ori nel doppio femminile ai Giochi asiatici e uno ai Giochi dell'Asia orientale.

## Palmares
- Giochi olimpici

Tokyo 2020: argento nel doppio femminile.
Parigi 2024: oro nel doppio femminile.
- Campionati mondiali di badminton

Glasgow 2017: oro nel doppio femminile, argento nel doppio misto.
Huelva 2021: oro nel doppio femminile.
Tokyo 2022: oro nel doppio femminile.
Copenhagen 2023: oro nel doppio femminile.
- Uber Cup

Kunshan 2016: oro a squadre femminili.
Bangkok 2018: bronzo a squadre femminili.
Aarhus 2020: oro a squadre femminili.
Bangkok 2022: argento a squadre femminili.
Chendu 2024: oro a squadre femminili.
- Sudirman Cup

Gold Coast 2017: argento a squadre miste.
Nanning 2019: oro a squadre miste.
Vantaa 2021: oro a squadre miste.
Suzhou 2023: oro a squadre miste.
- Giochi asiatici

Giacarta / Palembang 2018: oro nel doppio femminile, argento a squadre femminile.
Hangzhou 2022: oro nel doppio femminile, argento a squadre femminile.
- Campionati asiatici di badminton

Wuhan 2019: oro nel doppio femminile.
Manila 2022: oro nel doppio femminile.
Ningbo 2024: bronzo nel doppio femminile.
- Campionati asiatici a squadre miste

Ho Chi Minh 2017: bronzo.
- Giochi dell'Asia orientale

Tianjin 2013: oro a squadre femminili.